# AFI's 100 Years...100 Heroes and Villains
AFI's 100 Years...100 Heroes and Villains (en català 100 anys de l'AFI... 100 herois i dolents) és la classificació dels més grans herois i dolents del cinema estatunidenc, confeccionada el juny de 2003 per l'American Film Institute. Forma part de l'AFI 100 Years... series.
El jurat es limitava a llargmetratges (almenys 60 minuts), narrativa, pel·lícules en anglès amb un important suport financer i/o creatiu dels Estats Units. Tots els personatges, ja fossin herois o dolents, havien d'«haver deixat una empremta a la societat nord-americana en qüestions d'estil i substància» i «suscitar fortes reaccions al llarg del temps, enriquint el patrimoni cinematogràfic nord-americà alhora que seguint inspirant artistes i públics contemporanis».
|    | Herois                                                                                          | Dolents                                                                                               |
| 1  | Atticus Finch (To Kill a Mockingbird), Gregory Peck                                             | Hannibal Lecter (El silenci dels anyells), Anthony Hopkins                                            |
| 2  | Indiana Jones (A la recerca de l'arca perduda), Harrison Ford                                   | Norman Bates (Psicosi), Anthony Perkins                                                               |
| 3  | James Bond (007:Agent 007 contra el Dr. No), Sean Connery                                       | Darth Vader (Star Wars Episodi V: L'Imperi Contraataca), David Prowse & veu de James Earl Jones       |
| 4  | Rick Blaine (Casablanca), Humphrey Bogart                                                       | Sinistra bruixa de l'Oest (El màgic d'Oz), Margaret Hamilton                                          |
| 5  | Will Kane (Sol davant el perill), Gary Cooper                                                   | Infermera Mildred Ratched (Algú va volar sobre el niu del cucut), Louise Fletcher                     |
| 6  | Clarice Starling (El silenci dels anyells), Jodie Foster                                        | Mister Potter (Que bonic que és viure), Lionel Barrymore                                              |
| 7  | Rocky Balboa (Rocky), Sylvester Stallone                                                        | Alex Forrest (Atracció fatal), Glenn Close                                                            |
| 8  | Ellen Ripley (Alien), Sigourney Weaver                                                          | Phyllis Dietrichson (Double Indemnity), Barbara Stanwyck                                              |
| 9  | George Bailey (Que bonic que és viure), James Stewart                                           | Regan MacNeil (L'exorcista), Linda Blair & la veu, el diable que la posseeix per Mercedes McCambridge |
| 10 | T. E. Lawrence (Lawrence d'Aràbia), Peter O'Toole                                               | La Reina & La Bruixa (La Blancaneu i els set nans), Lucille La Verne                                  |
| 11 | Jefferson Smith (Mr. Smith Goes to Washington), James Stewart                                   | Michael Corleone (El Padrí 2), Al Pacino                                                              |
| 12 | Tom Joad (El raïm de la ira), Henry Fonda                                                       | Alex DeLarge (A Clockwork Orange), Malcolm McDowell                                                   |
| 13 | Oskar Schindler (La llista de Schindler), Liam Neeson                                           | HAL 9000 (2001: una odissea de l'espai), Douglas Rain                                                 |
| 14 | Han Solo (Star Wars episodi IV: Una nova esperança), Harrison Ford                              | Alien Xenomorph (Alien), Bolaji Badejo                                                                |
| 15 | Norma Rae Webster (Norma Rae), Sally Field                                                      | Amon Göth (La llista de Schindler), Ralph Fiennes                                                     |
| 16 | Shane (Arrels profundes), Alan Ladd                                                             | Noah Cross (Chinatown), John Huston                                                                   |
| 17 | Harry Callahan (Harry el Brut), Clint Eastwood                                                  | Annie Wilkes (Misery), Kathy Bates                                                                    |
| 18 | Robin Hood (Les aventures de Robin Hood), Errol Flynn                                           | El tauró blanc (Jaws)                                                                                 |
| 19 | Virgil Tibbs (En la calor de la nit), Sidney Poitier                                            | William Bligh (Rebel·lió a bord), Charles Laughton                                                    |
| 20 | Butch Cassidy & Sundance Kid (Butch Cassidy and the Sundance Kid), Paul Newman & Robert Redford | L'home a la pel·lícula Disney (Bambi)                                                                 |
| 21 | Mahatma Gandhi (Gandhi), Ben Kingsley                                                           | Eleanor Iselin (El missatger de la por), Angela Lansbury                                              |
| 22 | Espàrtac (Espàrtac), Kirk Douglas                                                               | T-800, Terminator (Terminator), Arnold Schwarzenegger                                                 |
| 23 | Terry Malloy (La llei del silenci), Marlon Brando                                               | Eve Harrington (Tot sobre Eva), Anne Baxter                                                           |
| 24 | Thelma Dickenson & Louise Sawyer (Thelma i Louise), Geena Davis & Susan Sarandon                | Gordon Gekko (Wall Street), Michael Douglas                                                           |
| 25 | Lou Gehrig (The Pride of The Yankees), Gary Cooper                                              | Jack Torrance (The Shining), Jack Nicholson                                                           |
| 26 | Superman (Superman), Christopher Reeve                                                          | Cody Jarrett (Al roig viu, James Cagney)                                                              |
| 27 | Bob Woodward & Carl Bernstein (Tots els homes del president), Robert Redford & Dustin Hoffman   | Els marcians (La guerra dels mons)                                                                    |
| 28 | L'arquitecte (jurat n°8) (Dotze homes sense pietat), Henry Fonda                                | Max Cady (Cape Fear), Robert Mitchum                                                                  |
| 29 | General George Patton (Patton), George C. Scott                                                 | Reverend Harry Powell (The Night of the Hunter), Robert Mitchum                                       |
| 30 | Luke Jackson (Cool Hand Luke), Paul Newman                                                      | Travis Bickle (Taxi Driver), Robert De Niro                                                           |
| 31 | Erin Brockovich (Erin Brockovich), Julia Roberts                                                | Mrs. Danvers (Rebecca), Judith Anderson                                                               |
| 32 | Philip Marlowe (The Big Sleep), Humphrey Bogart                                                 | Bonnie Parker i Clyde Barrow (Bonnie i Clyde), Warren Beatty & Faye Dunaway                           |
| 33 | Marge Gunderson (Fargo), Frances McDormand                                                      | Comte Dracula (Dracula), Bela Lugosi                                                                  |
| 34 | Tarzan (Tarzan the Ape Man), Johnny Weissmuller                                                 | Dr Christian Szell (Marathon Man), Laurence Olivier                                                   |
| 35 | Alvin York (Sergent York), Gary Cooper                                                          | J.J. Hunsecker (Sweet Smell of Success), Burt Lancaster                                               |
| 36 | Rooster Cogburn (Valor de llei), John Wayne                                                     | Frank Booth (Blue Velvet), Dennis Hopper                                                              |
| 37 | Obi-Wan Kenobi (Star Wars episodi IV: Una nova esperança), Alec Guinness                        | Harry Lime (El tercer home), Orson Welles                                                             |
| 38 | The Tramp (City Lights), Charlie Chaplin                                                        | Caesar Enrico Bandello (Little Caesar), Edward G. Robinson                                            |
| 39 | Lassie (Lassie Come Home), Pal (gos)                                                            | Cruella De Vil (One Hundred and One Dalmatians), Betty Lou Gerson                                     |
| 40 | Frank Serpico (Serpico), Al Pacino                                                              | Freddy Krueger (A Nightmare on Elm Street), Robert Englund                                            |
| 41 | Arthur Chipping (Goodbye, Mr. Chips), Robert Donat                                              | Joan Crawford (Mommie Dearest), Faye Dunaway                                                          |
| 42 | Père Edward J. Flanagan (Boys Town), Spencer Tracy                                              | Tom Powers (Mommie Dearest), James Cagney                                                             |
| 43 | Moisès (Els Deu Manaments), Charlton Heston                                                     | Regina Giddens (La lloba), Bette Davis                                                                |
| 44 | Jimmy "Popeye" Doyle (French Connection), Gene Hackman                                          | Baby Jane Hudson (Què se n'ha fet, de Baby Jane?), Bette Davis                                        |
| 45 | Zorro (The Mark of Zorro), Tyrone Power                                                         | Joker (Batman), Jack Nicholson                                                                        |
| 46 | Batman (Batman), Michael Keaton                                                                 | Hans Gruber (Die Hard), Alan Rickman                                                                  |
| 47 | Karen Silkwood (Silkwood), Meryl Streep                                                         | Tony Camonte (Scarface), Paul Muni                                                                    |
| 48 | Terminator (Terminator 2: Judgment Day), Arnold Schwarzenegger                                  | Keyser Sozé (Sospitosos habituals), Kevin Spacey                                                      |
| 49 | Andrew Beckett (Philadelphia), Tom Hanks                                                        | Auric Goldfinger (Goldfinger), Gert Fröbe                                                             |
| 50 | Maximus Decimus Meridius, (Gladiator), Russell Crowe                                            | Alonzo Harris (Training Day), Denzel Washington                                                       |